# Hermina Pipinić
Hermina Pipinić (* 1. Mai 1928 in Zagreb; † 19. Dezember 2020) war eine jugoslawische bzw. kroatische Schauspielerin.

## Leben
Pipinić debütierte 1955 im Kinofilm Kalle auf der Millioneninsel und trat insgesamt in rund 60 Filmen und Fernsehproduktionen auf, darunter auch einige deutsche Produktionen und zuletzt 1982 bis 1996 in der Fernsehserie Smogovci.

## Filmografie (Auswahl)
- 1955: Kalle auf der Millioneninsel (Milijuni na otoku)
- 1963: Der doppelte Kreis (Dvostruki obruč)
- 1963: Gefährlicher Heimweg (Opasni put)
- 1965: Höhe 905 (Kota 905)
- 1965: Old Surehand 1. Teil
- 1966: Verbrechen an der Adria (Pošalji čovjeka u pola dva)
- 1976: Fluchtversuch
- 1982–1996: Smogovci (Fernsehserie)